# Diplodiscus hookerianus
Diplodiscus hookerianus är en malvaväxtart som först beskrevs av George King, och fick sitt nu gällande namn av André Joseph Guillaume Henri Kostermans. Diplodiscus hookerianus ingår i släktet Diplodiscus och familjen malvaväxter. Inga underarter finns listade i Catalogue of Life.